# 6168 Isnello
6168 Isnello este un asteroid din centura principală, descoperit pe 5 martie 1981, de Henri Debehogne și Giovanni de Sanctis.